# Hans Bradtke
Hans Bradtke (* 21. Juli 1920 in Berlin; † 12. Mai 1997 ebenda) war ein deutscher Textdichter, Zeichner und Karikaturist.

## Beruflicher Werdegang

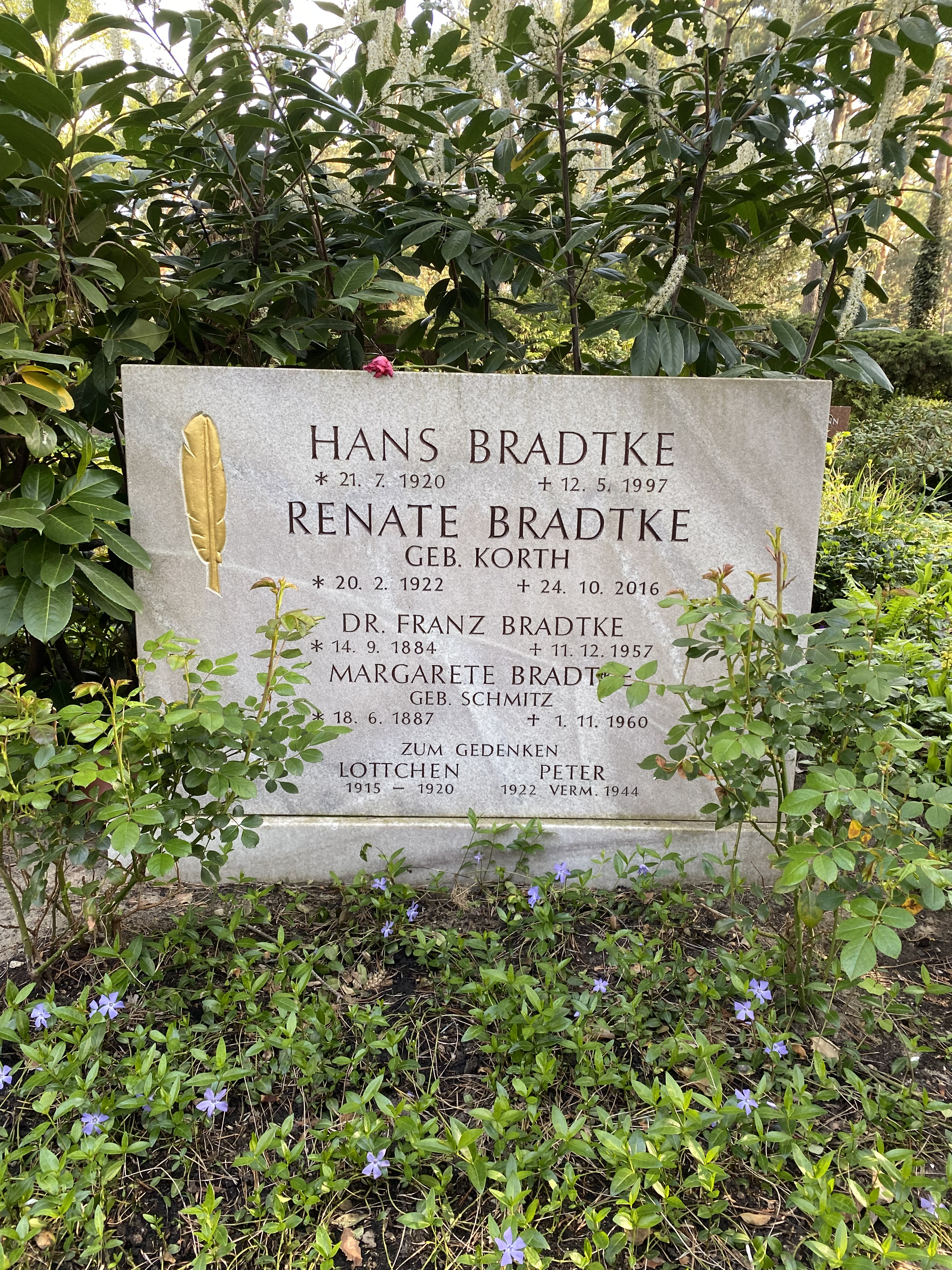
Grabstätte auf dem Waldfriedhof Dahlem (Feld 004-561)

Nach dem Abitur studierte er zunächst Architektur an der Technischen Hochschule Berlin-Charlottenburg, wandte sich nach seiner Rückkehr aus der Kriegsgefangenschaft jedoch einer Betätigung als Pressezeichner zu. Durch Aufträge zur Gestaltung von Notentitelblättern kam er gegen Ende der 1940er Jahre in Kontakt mit der Musikbranche und wurde bald dazu angeregt, erste Texte zu schreiben (ab 1948). Bradtke band sich an keine Plattenfirma, er schrieb vielmehr für seine Lieblingsinterpreten wie Cornelia Froboess – Electrola (20 Texte) Peter Kraus – Polydor (14), Vico Torriani – Decca (10) oder Nana Mouskouri – Fontana (9).
In lediglich 15 Minuten soll Bradtke 1951 den Text Pack die Badehose ein verfasst haben. Der Komponist Gerhard Froboess schrieb eine Melodie dazu, und als Interpretin wurde Froboess’ siebenjährige Tochter Cornelia gefunden. Gemeinsam mit den Schöneberger Sängerknaben nahm Cornelia Froboess, Deutschlands erster wirklicher Kinderstar, am 26. Juni 1951 in einer West-Berliner Kirche den Song auf.
Für Vico Torriani schrieb er den Text zu zwei Nummer-eins-Hits, nämlich Siebenmal in der Woche (September 1957) und Kalkutta liegt am Ganges (Juli 1960). Bill Ramsey übernahm von Bradtke im Februar 1961 den Text zu Pigalle, der ebenfalls zu einem Nummer-eins-Hit avancierte, und nachfolgend im August 1961 Zuckerpuppe (aus der Bauchtanz-Truppe) (fünfter Platz der deutschen Hitparade). Im selben Monat kam sein deutscher Text Weiße Rosen aus Athen der Hadjidakis-Komposition San Sfirixis Tris Fores mit Nana Mouskouri heraus, die wieder auf dem ersten Platz landete und zum Millionenseller wurde. Mouskouri gelang auch mit Bradtkes Ich schau den weißen Wolken nach, das im April 1962 erschien, eine weitere Topplatzierung.
Sein von Johnny Mercer 1965 ins Englische übertragener Text für Sommerwind (Summer Wind), auf Deutsch von Grethe Ingmann aufgenommen und dann auf Englisch 1966 von Frank Sinatra gecovert, wurde zum Welterfolg. Im Jahre 1967 hatte Hans Bradtke als Textdichter einen weiteren großen Hit mit dem Lied Tammy (Hörst du den Südwind, der flüstert dir zu), den die Sängerin Angela als Single aufgenommen hatte. Dieses Lied war auch die Titelmelodie der sehr beliebten und erfolgreichen Fernsehserie Tammy, das Mädchen vom Hausboot mit Debbie Watson in der Hauptrolle.

## Leben und Ehrungen
Mehrere Jahre hindurch war Hans Bradtke Mitglied des Aufsichtsrates der GEMA und kümmerte sich in den Ausschüssen der GEMA und der GEMA-Sozialkasse um die Belange seiner Kollegen. 1985 verlieh ihm der Deutsche Textdichter-Verband die Goldene Feder und machte ihn 1970 zu seinem Ehrenmitglied. Am 16. Juli 1990
erhielt er das Bundesverdienstkreuz am Bande. Des Weiteren erhielt er die Goldene Stimmgabel und die Goldene Schallplatte. Für sein Engagement zur Rettung vom Leuchtturm Roter Sand wurde er zum Ehrenleuchtturmwärter ernannt.
Über 50 Jahre lang, bis zu seinem Tod, war er mit seiner Frau Renate verheiratet. Mit ihr hatte er zwei Kinder.
Beerdigt ist Bradtke auf dem Waldfriedhof Dahlem. Auf dem Grabstein ist die ihm 1985 verliehene Goldene Feder abgebildet.

## Texte, die besonders erfolgreich waren
| Titel                                    | Interpret           | Label    | Jahr |
| ---------------------------------------- | ------------------- | -------- | ---- |
| Siebenmal in der Woche (Nr. 1)           | Vico Torriani       | Decca    | 1957 |
| Hula-Baby                                | Peter Kraus         | Polydor  | 1958 |
| Havanna Love                             | Peter Kraus         | Polydor  | 1959 |
| Kalkutta liegt am Ganges                 | Vico Torriani       | Decca    | 1960 |
| Brauner Bär und weiße Taube              | Gus Backus          | Polydor  | 1960 |
| Pigalle (Die große Mausefalle)           | Bill Ramsey         | Polydor  | 1961 |
| Weiße Rosen aus Athen (Nr. 1)            | Nana Mouskouri      | Fontana  | 1961 |
| Zuckerpuppe (aus der Bauchtanz-Truppe)   | Bill Ramsey         | Polydor  | 1961 |
| Ich schau den weißen Wolken nach (Nr. 1) | Nana Mouskouri      | Fontana  | 1962 |
| Gartenzwerg-Marsch (Adelheid, Adelheid)  | versch. Interpreten |          | 1963 |
| Das kannst du mir nicht verbieten        | Bernd Spier         | CBS      | 1963 |
| Rote Lippen soll man küssen (Nr. 1)      | Cliff Richard       | Columbia | 1963 |
| Romeo und Julia                          | Peggy March         | RCA      | 1967 |

## Weitere bekannte Texte (Auswahl)
- Bobby, back’ einen Kuchen, Rita Paul, 1950
- Pack die Badehose ein, Cornelia Froboess, 1951
- Tina Marie, Fred Bertelmann, 1955
- In Hamburg sind die Nächte lang, Fred Bertelmann, 1955
- Ananas aus Caracas, Vico Torriani, 1957
- Schön und kaffeebraun, Vico Torriani, 1958
- Hula Hoop, Dany Mann, 1958
- Kitty Cat, Peter Kraus, 1958
- Hämmerchen-Polka, Chris Howland, 1961
- Bon soir, Herr Kommissar, Vico Torriani, 1961
- Geld wie Heu, Gerd Böttcher, 1961
- Lady Sunshine und Mr. Moon, Cornelia Froboess, 1961
- Ohne Krimi geht die Mimi nie ins Bett, Bill Ramsey, 1962
- Für Gaby tu' ich alles, Gerd Böttcher, 1962
- Am Horizont irgendwo, Nana Mouskouri, 1962
- Er steht im Tor, Wencke Myhre, 1969
- Wenn ich die Regentropfen seh’, Caterina Valente, 1970
- Viva España, Hanna Aroni/Imca Marina, 1972
- Schmidtchen Schleicher, Nico Haak, 1976
- Das bisschen Haushalt … sagt mein Mann, Johanna von Koczian, 1977